# Platyplectrus flavus
Platyplectrus flavus is een vliesvleugelig insect uit de familie Eulophidae. De wetenschappelijke naam is voor het eerst geldig gepubliceerd in 1994 door Wijesekara & Schauff.